# Cá lưỡng cư

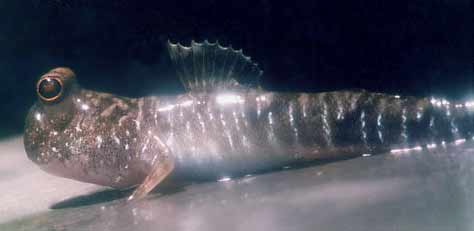
Oxudercinae là phân họ cá có thể sống trên cạn tốt nhất, nó di chuyển bằng cặp vây trước tiến hóa thành chân và đuôi.

Cá lưỡng cư là cá có thể rời nước hoặc môi trường thiếu nước trong thời gian dài. Khoảng 11 chi cá khác nhau được xem là lưỡng cư. Điều này cho thấy nhiều chi cá tiến hóa các đặc tính lưỡng cư một cách độc lập, đây là quá trình tiến hóa hội tụ. Những loài cá này dùng nhiều dạng di chuyển trên mặt đất, như đi bộ bằng đuôi và cặp vây, nhảy, lượn sóng như lươn.

## Danh sách

### Hô hấp bằng phổi
- Cá phổi (Dipnoi): Sáu loài có vây giống như chân và có thể hít thở không khí trực tiếp. Một số loài bắt buộc phải hít thở không khí trực tiếp, nếu không thậm chí có thể chết đuối. Trừ một loài ra, tất cả số còn lại đều có thể vùi mình trong bùn khi cạn nước và có thể sống được tới hai năm đến khi có nước trở lại.
- Bichir (Polypteridae): 12 loài cá vây tia duy nhất này có phổi. Chúng có thể thở cả hai môi trường, cần tiếp cận không khí bề mặt để thở trong nước thiếu oxy.[2]
- Nhiều loài cá "phổi" khác: hiện đã tuyệt chủng, một số loài trong nhóm này là tổ tiên của động vật bốn chân: Lissamphibia, sauropsida và động vật có vú.